# Onze d'or

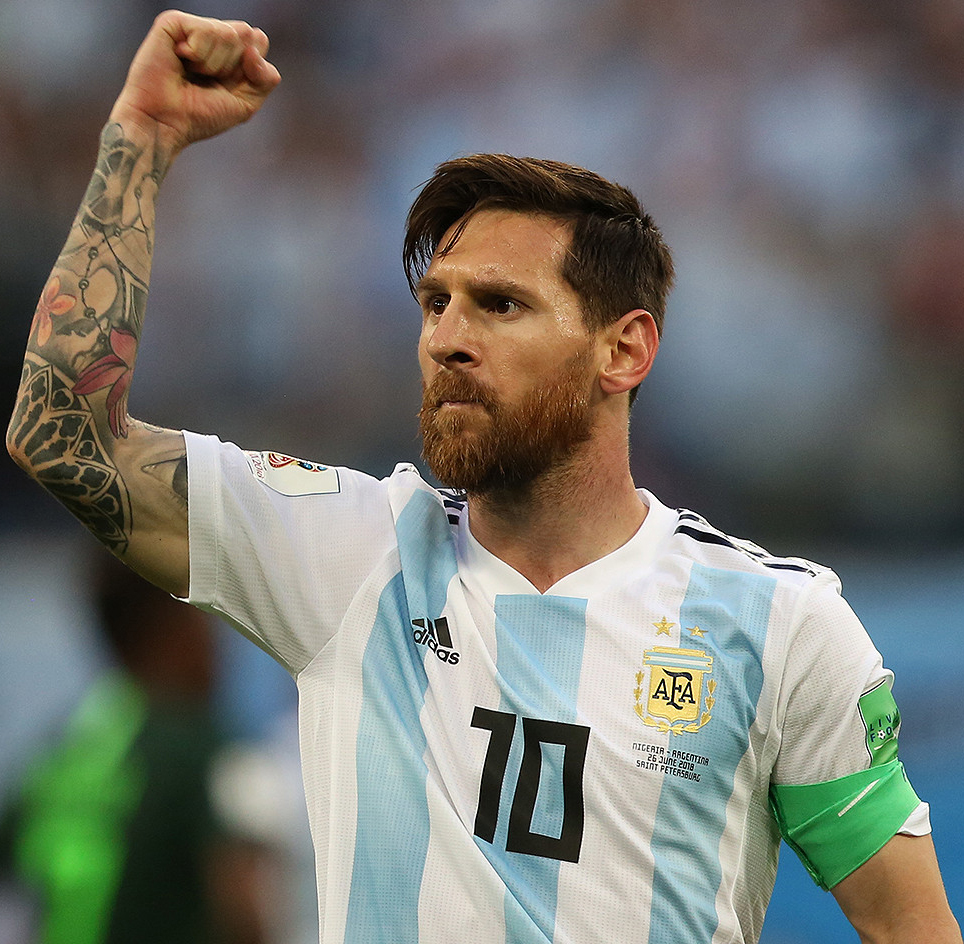
Lionel Messi, maggior vincitore del riconoscimento con 4 successi.

L'Onze d'or è un prestigioso premio calcistico individuale assegnato dal 1976 dalla rivista sportiva francese Onze Mondial al miglior giocatore militante in Europa. Il trofeo è assegnato, indipendentemente dalla nazionalità del vincitore, in base ai voti dei lettori della rivista, prendendo in considerazione le prestazioni e le vittorie ottenute durante l'anno solare (sia a livello di club che con la nazionale di appartenenza) e poi durante la stagione calcistica.
Il secondo e il terzo classificato ricevono i premi rispettivamente di Onze d'argent e Onze de bronze. Sempre in base alle votazioni, la rivista seleziona dal 1976 un best 11 chiamato Onze de Onze, la squadra ideale dell'annata formata dai giocatori che militano nei club europei. Dal 1991 la rivista assegna anche un premio Onze al miglior allenatore europeo dell'anno.
Fino al 2009 il premio veniva assegnato a dicembre, considerando l'anno solare. A partire dall'edizione successiva il premio viene assegnato a giugno, dal momento che prende in considerazione la stagione calcistica.
L'attuale detentore del trofeo è Erling Haaland, mentre il maggior vincitore del riconoscimento è Lionel Messi con 4 vittorie.

## Albo d'oro
Nota bene 1: fino all'edizione 2009 il premio era assegnato sulla base delle prestazioni negli anni solari di riferimento; dal 2011 è assegnato sulla base delle prestazioni nella stagione calcistica di riferimento.
Nota bene 2: nell'edizione 2015 erano eleggibili solo calciatori francesi.
| Anno | Onze d'or                                   | Onze d'argent                                  | Onze de bronze                                |
| ---- | ------------------------------------------- | ---------------------------------------------- | --------------------------------------------- |
| 1976 | Robert Rensenbrink (Anderlecht)             | Kevin Keegan (Liverpool)                       | Dominique Rocheteau (Saint-Étienne)           |
| 1977 | Kevin Keegan (Liverpool/Amburgo)            | Michel Platini (Nancy)                         | Allan Simonsen (Borussia M'gladbach)          |
| 1978 | Mario Kempes (Valencia)                     | Hansi Krankl (Rapid Vienna/Barcellona)         | Robert Rensenbrink (Anderlecht)               |
| 1979 | Kevin Keegan (Amburgo)                      | Trevor Francis (Nottingham Forest)             | Robert Rensenbrink (Anderlecht)               |
| 1980 | Karl-Heinz Rummenigge (Bayern Monaco)       | Kevin Keegan (Amburgo/Southampton)             | Horst Hrubesch (Amburgo)                      |
| 1981 | Karl-Heinz Rummenigge (Bayern Monaco)       | Paul Breitner (Bayern Monaco)                  | Jan Ceulemans (Club Bruges)                   |
| 1982 | Paolo Rossi (Juventus)                      | Alain Giresse (Bordeaux)                       | Paulo Roberto Falcão (Roma)                   |
| 1983 | Michel Platini (Juventus)                   | Paulo Roberto Falcão (Roma)                    | Karl-Heinz Rummenigge (Bayern Monaco)         |
| 1984 | Michel Platini (Juventus)                   | Jean Tigana (Bordeaux)                         | Preben Elkjær Larsen (Lokeren/Verona)         |
| 1985 | Michel Platini (Juventus)                   | Preben Elkjær Larsen (Verona)                  | Diego Armando Maradona (Napoli)               |
| 1986 | Diego Armando Maradona (Napoli)             | Manuel Amoros (Monaco)                         | Gary Lineker (Everton/Barcellona)             |
| 1987 | Diego Armando Maradona (Napoli)             | Marco van Basten (Ajax/Milan)                  | Jean Tigana (Bordeaux)                        |
| 1988 | Marco van Basten (Milan)                    | Ruud Gullit (Milan)                            | Diego Armando Maradona (Napoli)               |
| 1989 | Marco van Basten (Milan)                    | Ruud Gullit (Milan)                            | Jean-Pierre Papin (Olympique Marsiglia)       |
| 1990 | Lothar Matthäus (Inter)                     | Salvatore Schillaci (Juventus)                 | Jean-Pierre Papin (Olympique Marsiglia)       |
| 1991 | Jean-Pierre Papin (Olympique Marsiglia)     | Chris Waddle (Olympique Marsiglia)             | Lothar Matthäus (Inter)                       |
| 1992 | Hristo Stoičkov (Barcellona)                | Marco van Basten (Milan)                       | Jean-Pierre Papin (Olympique Marsiglia/Milan) |
| 1993 | Roberto Baggio (Juventus)                   | Alen Bokšić (Olympique Marsiglia/Lazio)        | Romário (PSV/Barcellona)                      |
| 1994 | Romário (Barcellona)                        | Hristo Stoičkov (Barcellona)                   | Roberto Baggio (Juventus)                     |
| 1995 | George Weah (Paris Saint-Germain/Milan)     | Roberto Baggio (Juventus/Milan)                | Paolo Maldini (Milan)                         |
| 1996 | Éric Cantona (Manchester Utd)               | George Weah (Milan)                            | Matthias Sammer (Borussia Dortmund)           |
| 1997 | Ronaldo (Barcellona/Inter)                  | Zinédine Zidane (Juventus)                     | Marco Simone (Milan/Paris Saint-Germain)      |
| 1998 | Zinédine Zidane (Juventus)                  | Ronaldo (Inter)                                | Davor Šuker (Real Madrid)                     |
| 1999 | Rivaldo (Barcellona)                        | David Beckham (Manchester Utd)                 | Zinédine Zidane (Juventus)                    |
| 2000 | Zinédine Zidane (Juventus)                  | Luís Figo (Real Madrid)                        | Thierry Henry (Arsenal)                       |
| 2001 | Zinédine Zidane (Juventus/Real Madrid)      | Michael Owen (Liverpool)                       | Robert Pirès (Arsenal)                        |
| 2002 | Ronaldo (Inter/Real Madrid)                 | Zinédine Zidane (Real Madrid)                  | Ronaldinho (Paris Saint-Germain)              |
| 2003 | Thierry Henry (Arsenal)                     | Zinédine Zidane (Real Madrid)                  | David Beckham (Manchester Utd/Real Madrid)    |
| 2004 | Didier Drogba (Olympique Marsiglia/Chelsea) | Thierry Henry (Arsenal)                        | Ronaldinho (Barcellona)                       |
| 2005 | Ronaldinho (Barcellona)                     | Steven Gerrard (Liverpool)                     | Thierry Henry (Arsenal)                       |
| 2006 | Thierry Henry (Arsenal)                     | Ronaldinho (Barcellona)                        | Franck Ribéry (Olympique Marsiglia)           |
| 2007 | Kaká (Milan)                                | Cristiano Ronaldo (Manchester Utd)             | Didier Drogba (Chelsea)                       |
| 2008 | Cristiano Ronaldo (Manchester Utd)          | Lionel Messi (Barcellona)                      | Franck Ribéry (Bayern Monaco)                 |
| 2009 | Lionel Messi (Barcellona)                   | Cristiano Ronaldo (Manchester Utd/Real Madrid) | Andrés Iniesta (Barcellona)                   |
| 2011 | Lionel Messi (Barcellona)                   | Cristiano Ronaldo (Real Madrid)                | Xavi (Barcellona)                             |
| 2012 | Lionel Messi (Barcellona)                   | Cristiano Ronaldo (Real Madrid)                | Radamel Falcao García (Atlético Madrid)       |
| 2015 | Antoine Griezmann (Atlético Madrid)         | Paul Pogba (Juventus)                          | Alexandre Lacazette (Olympique Lione)         |
| 2017 | Cristiano Ronaldo (Real Madrid)             | Lionel Messi (Barcellona)                      | Antoine Griezmann (Atlético Madrid)           |
| 2018 | Lionel Messi (Barcellona)                   | Mohamed Salah (Liverpool)                      | Cristiano Ronaldo (Real Madrid)               |
| 2019 | Sadio Mané (Liverpool)                      | Lionel Messi (Barcellona)                      | Kylian Mbappé (Paris Saint-Germain)           |
| 2021 | Karim Benzema (Real Madrid)                 | Lionel Messi (Barcellona)                      | Robert Lewandowski (Bayern Monaco)            |
| 2022 | Karim Benzema (Real Madrid)                 | Sadio Mané (Liverpool)                         | Robert Lewandowski (Bayern Monaco)            |
| 2023 | Erling Haaland (Manchester City)            | Karim Benzema (Real Madrid)                    | Kylian Mbappé (Paris Saint-Germain)           |

### Plurivincitori
| Calciatore             | Paese       | Premi |
| ---------------------- | ----------- | ----- |
| Lionel Messi           | Argentina   | 4     |
| Zinédine Zidane        | Francia     | 3     |
| Michel Platini         | Francia     | 3     |
| Karim Benzema          | Francia     | 2     |
| Cristiano Ronaldo      | Portogallo  | 2     |
| Kevin Keegan           | Inghilterra | 2     |
| Marco van Basten       | Paesi Bassi | 2     |
| Thierry Henry          | Francia     | 2     |
| Ronaldo                | Brasile     | 2     |
| Diego Armando Maradona | Argentina   | 2     |
| Karl-Heinz Rummenigge  | Germania    | 2     |

### Vincitori per nazione
|   | Nazione        | Primo posto                                                                 |
| - | -------------- | --------------------------------------------------------------------------- |
| 1 | Francia        | 12 (1983, 1984, 1985, 1991, 1996, 1998, 2000, 2001, 2003, 2006, 2015, 2021) |
| 2 | Argentina      | 7 (1978, 1986, 1987, 2009, 2011, 2012, 2018)                                |
| 3 | Brasile        | 6 (1994, 1997, 1999, 2002, 2005, 2007)                                      |
| 4 | Paesi Bassi    | 3 (1976, 1988, 1989)                                                        |
| 4 | Germania       | 3 (1980, 1981, 1990)                                                        |
| 6 | Portogallo     | 2 (2008, 2017)                                                              |
| 6 | Inghilterra    | 2 (1977, 1979)                                                              |
| 6 | Italia         | 2 (1982, 1993)                                                              |
| 9 | Bulgaria       | 1 (1992)                                                                    |
| 9 | Liberia        | 1 (1995)                                                                    |
| 9 | Costa d'Avorio | 1 (2004)                                                                    |
| 9 | Senegal        | 1 (2019)                                                                    |
| 9 | Norvegia       | 1 (2023)                                                                    |

## Miglior allenatore
| Anno | Allenatore       | Club                   |
| ---- | ---------------- | ---------------------- |
| 1991 | Raymond Goethals | Olympique de Marseille |
| 1992 | Johan Cruijff    | Barcellona             |
| 1993 | Raymond Goethals | Olympique de Marseille |
| 1994 | Johan Cruyff     | Barcellona             |
| 1995 | Louis van Gaal   | Ajax                   |
| 1996 | Guy Roux         | Auxerre                |
| 1997 | Marcello Lippi   | Juventus               |
| 1998 | Aimé Jacquet     | Francia                |
| 1999 | Alex Ferguson    | Manchester Utd         |
| 2000 | Arsène Wenger    | Arsenal                |
| 2001 | Gérard Houllier  | Liverpool              |
| 2002 | Arsène Wenger    | Arsenal                |
| 2003 | Arsène Wenger    | Arsenal                |
| 2004 | Arsène Wenger    | Arsenal                |
| 2005 | José Mourinho    | Chelsea                |
| 2006 | Frank Rijkaard   | Barcellona             |
| 2007 | Alex Ferguson    | Manchester Utd         |
| 2008 | Alex Ferguson    | Manchester Utd         |
| 2009 | Josep Guardiola  | Barcellona             |
| 2011 | Josep Guardiola  | Barcellona             |
| 2012 | Josep Guardiola  | Barcellona             |
| 2015 | Hubert Fournier  | Olympique Lione        |
| 2017 | Zinédine Zidane  | Real Madrid            |
| 2018 | Zinédine Zidane  | Real Madrid            |
| 2019 | Jürgen Klopp     | Liverpool              |
| 2021 | Zinédine Zidane  | Real Madrid            |
| 2022 | Carlo Ancelotti  | Real Madrid            |
| 2023 | Carlo Ancelotti  | Real Madrid            |

### Plurivincitori
| Allenatore       | Paese       | Premi |
| ---------------- | ----------- | ----- |
| Arsène Wenger    | Francia     | 4     |
| Alex Ferguson    | Scozia      | 3     |
| Josep Guardiola  | Spagna      | 3     |
| Zinédine Zidane  | Francia     | 3     |
| Johan Cruyff     | Paesi Bassi | 2     |
| Raymond Goethals | Belgio      | 2     |
| Carlo Ancelotti  | Italia      | 2     |

### Vincitori per nazione
|   | Nazione     | Vittorie                                                        |
| - | ----------- | --------------------------------------------------------------- |
| 1 | Francia     | 10 (1996, 1998, 2000, 2001, 2002, 2003, 2004, 2017, 2018, 2021) |
| 2 | Paesi Bassi | 4 (1992, 1994, 1995, 2006)                                      |
| 3 | Italia      | 3 (1997, 2022, 2023)                                            |
| 3 | Spagna      | 3 (2009, 2011, 2013)                                            |
| 3 | Scozia      | 3 (1999, 2007, 2008)                                            |
| 6 | Belgio      | 2 (1991, 1993)                                                  |
| 7 | Portogallo  | 1 (2005)                                                        |

## Super Onze d'Or
Nel 1995 la rivista organizzò un sondaggio per determinare chi, tra i vincitori del trofeo, fosse il migliore tra i premiati: al vincitore, il francese Michel Platini, fu assegnato per l'occasione un Super Onze d'or.
|   | Nazione                | Percentuale |
| - | ---------------------- | ----------- |
| 1 | Michel Platini         | 74 %        |
| 2 | Marco van Basten       | 10 %        |
| 3 | Diego Armando Maradona | 5 %         |
| 4 | Roberto Baggio         | 4 %         |
| 5 | Romário                | 3 %         |